# Lista de personagens de Final Fantasy X e X-2
Lista de personagens dos jogos Final Fantasy X e Final Fantasy X-2.

## Dubladores
| Personagem                     | Dublador japonês                      | Dublador inglês                         |
| ------------------------------ | ------------------------------------- | --------------------------------------- |
| Tidus                          | Masakazu Morita Yūto Nakamura (jovem) | James Arnold Taylor Cree Summer (jovem) |
| Yuna                           | Mayuko Aoki                           | Hedy Burress                            |
| Wakka                          | Kazuya Nakai                          | John DiMaggio                           |
| Lulu                           | Rio Natsuki                           | Paula Tiso                              |
| Kimahri Ronso                  | Katsumi Chō                           | John DiMaggio                           |
| Rikku                          | Marika Matsumoto                      | Tara Strong                             |
| Auron                          | Hideo Ishikawa                        | Matt McKenzie                           |
| Jecht                          | Masuo Amada                           | Gregg Berger                            |
| Braska                         | Takuma Suzuki                         | Andy Philpot                            |
| Cid                            | Kōichi Sakaguchi                      | Michael McShane                         |
| Seymour-Guado                  | Junichi Suwabe                        | Alex Fernandez                          |
| Bahamut's Fayth                | Rio Natsuki                           | Debi Derryberry                         |
| Yunalesca                      | Yōko Koyanagi                         | Julia Fletcher                          |
| Yo Mika                        | Hiroshi Iwasaki                       | Dwight Schultz                          |
| Kelk Ronso                     | Kōichi Sakaguchi                      | Corey Burton                            |
| Wen Kinoc                      | Hidenari Ugaki                        | Roger L. Jackson                        |
| Father Zuke                    | Jun Ishimaru                          | Andrè Sogliuzzo                         |
| Shelinda                       | Miki Nagasawa                         | Sherry Lynn                             |
| Dona                           | Nanaho Katsuragi                      | Candi Milo                              |
| Barthello                      | Jun Ishimaru                          | John DeMita                             |
| Isaaru                         | Akio Suyama                           | Quinton Flynn                           |
| Maroda                         | Masataka Nakai                        | Robbie Rist                             |
| Pacce                          | Motoko Kumai                          | Candi Milo                              |
| Belgemine                      | Kayoko Fujii                          | Cree Summer                             |
| Biran Ronso                    | Kenta Miyake                          |                                         |
| Yenke Ronso                    | Jun Ishimaru                          |                                         |
| Jyscal Guado                   | Masaharu Satō                         |                                         |
| Mãe de Seymour (Anima's Fayth) | Kayoko Fujii                          | Hedy Burress                            |

## Personagens jogáveis principais

### Tidus
O personagem principal do jogo, Tidus (ティーダ, Tīda) é alegre e com uma personalidade bastante especial. É a estrela dos Zanarkand Abes e é famoso na sua cidade por ser o filho do legendário Jecht uma estrela do Blitzball e que desapareceu no mar quando Tidus era um menino.

### Yuna
Yuna (ユウナ, Yūna) é a protagonista feminina do jogo, uma summoner de 17 anos. O sistema de batalha de Final Fantasy X lhe disponibiliza magias de cura, e também a habilidade de invocar poderosas criaturas mágicas chamadas "aeons". Já conhecida em Spira como filha de Braska - que a dez anos atrás trouxe uma breve pausa à destruição de Sin -, Yuna decide embarcar em uma peregrinação para derrotar Sin novamente. O fardo desta responsabilidade envolve uma jornada para templos em Spira, a aquisição de aeons em cada um e finalmente invocar o aeon final em uma batalha que colocará um fim na vida de ambos. Por ter uma mãe Al Bhed, Yuna tem heterocromia, com um olho azul e o outro verde. Yuna retorna em Final Fantasy X-2 como uma das protagonistas, aos 19 anos de idade, e utilizando armas de fogo.

### Auron
Auron (アーロン, Āron) é um guerreiro de 35 anos de idade, que ataca com espadas que se enquadram na categoria da katana. Pouco tempo após o desaparecimento do pai de Tidus, Auron se tornou algo como um tutor para Tidus, ele assistira Tidus de longe. Junto com Tidus, eles tornam-se guardiões de Yuna, como Auron foi para o pai de Yuna. É finalmente revelado durante o jogo que Auron atacou Yunalesca em uma crise de raiva depois que Yunalesca ter revelado que Braska e Jecht desnecessariamente deram sua vida contra o Sin, e que ela atingiu-o com uma ferida mortal que logo o levou à morte. Depois, ele se tornou uma especie de fantasma, e secretamente permaneceu neste estado durante quase todo o jogo. No final do jogo, quando Yu Yevon é derrotado, ele definitivamente vai descansar em paz. Auron também foi uma vez um monge guerreiro em Bevelle, mas não tem conexão com os ensinamentos de Yevon durante Final Fantasy X. Auron tem uma breve aparição em Final Fantasy X-2, onde a sua voz ajuda Yuna durante a sua batalha em Farplane contra Vegnagun.

### Wakka
Wakka (ワッカ, Wakka) divide seu tempo entre o Blitzball e como guardião de Summoners. De todas as personagens, é o que mais tem fé e incondicionalidade para Yevon. Nasceu e cresceu em Besaid Island, juntamente com Yuna e Lulu e o seu irmão Chappu. Wakka é reconhecido pelo seu cabelo avermelhado-alaranjado e a pronúncia característica da área onde cresceu, Besaid Island.
Tal como Lulu, Wakka afeiçoou-se a Yuna como um irmão mais velho. Assim, quando Yuna decide tornar-se uma invocadora, Wakka, juntamente com Kimahri e Lulu, submete-se como seu guardião.
Wakka é a primeira pessoa a encontrar Tidus nas praias de Besaid, e por este último recordar-lhe em muito o seu irmão Chappu e impressioná-lo com as suas habilidades em blitzball, Wakka  ajuda o confuso Tidus a compreender os complicados meandros que regem Spira. Durante a peregrinação, a aversão de Wakka pelos Al-Bhed fica evidente, e ao descobrir Yuna é parte Al-Bhed, ele fica confuso. A incredulidade e o horror atingem Wakka quando descobrem a verdade escondida de Yevon e a traição de Seymour Guado, provocando dúvidas sobre a veracidade dos ensinamentos de Yevon.

### Lulu
Lulu (ルールー, Rūrū) é uma maga de 22 anos de idade, e também uma dos guardiões de Yuna. Lulu ataca seus inimigos com bonecos animados. Como todo mago negro, Lulu é muito poderosa e seu poder mágico pode chegar em ser realmente imprescindível nos combates. Se desempenha como orientadora e guardiã de Yuna e a acompanha na sua longa peregrinação através de Spira. Sua personalidade grunhona e pesada há pensar que é insensível mas é uma excelente pessoa.
Nascida na ilha de Besaid, onde cresceu ao lado de Wakka, Yuna e Chappu, Lulu é bastante franca e sarcástica (particularmente com Wakka). Porém, ela sempre zela pelos outros. Lulu é muito inteligente, e uma das poucas seguidoras de Yevon que questiona tal religião de forma objetiva. Antes de se tornar guardiã de Yuna, Lulu acompanhou dois summoners que tiveram suas peregrinações interrompidas. Sua segunda peregrinação, a do padre Zuke, acabou em Calm Lands (uma decisão comum entre summoners). A peregrinação da primeira summoner que Lulu protegia, Lady Ginnem, culminou em sua morte em Cavern of the Stolen Fayth. Tal acontecimento ainda perturba Lulu, mas quando Yuna e o resto da equipe chegam na caverna, Lulu decide enfrentar suas memórias. No fim da caverna, o grupo encontra o espírito de Ginnem. Lulu julgou que deveria realizar uma tarefa final como guardiã de Ginnem: garantir que ela conseguisse descansar em paz. Após a derrota de Yojimbo - aeon invocado por Ginnem - seu espírito parte. Lulu teve um romance com o irmão de Wakka, Chappu, e sua morte pelas mãos de Sin a afetou muito. Porém, Wakka e Lulu se apaixonam e casam seis meses após Final Fantasy X. Em Final Fantasy X-2, Lulu tem um filho com Wakka, chamado "Vidina".

### Kimahri Ronso
Kimahri Ronso (キマリ＝ロンゾ, Kimari-Ronzo), um Ronso de 25 anos de idade, é o primeiro guardião de Yuna e também o mais fiel. Ele a protege desde seus sete anos de idade. Apesar de parecer muito alto para padrões humanos, outros Ronso o vêem como inferior por sua estatura menor e chifre quebrado. Kimahri possui a habilidade de aprender técnicas utilizadas por inimigos.
O enredo do jogo revela que Kimahri já era guardião de Yuna muito antes de sua decisão de se tornar summoner. Após deixar Mt. Gagazet dez anos antes dos eventos de Final Fantasy X, Kihmari encontrou Auron à beira da morte. Auron contou a Kimahri sobre a filha de Braska, Yuna, e lhe pediu que cumprisse uma promessa que havia feito a Braska em seu lugar: que levasse Yuna de Bevelle para a ilha de Besaid, onde ela poderia crescer em paz. Kimahri cumpriu o pedido de Auron e levou Yuna para Besaid. Após completar a tarefa, ele se preparou para partir, mas Yuna lhe pediu que ficasse e ele concordou.
A maior evolução de Kimahri ocorre quando ele retorna a Mount Gagazet e é confrontado por Biran e Yenke, que o desafiam. Se o jogador vencer a batalha, a história mostra Kihmari como tendo provado seu valor como um Ronso, e Biran se mostra orgulhoso ao ver que Kimahri o superou. Infelizmente, Seymour informa logo depois que eliminou praticamente a tribo Ronso inteira pessoalmente, e Kimahri jura vingar seu clã ao enfrentar o vilão.

### Rikku
Rikku (リュック, Ryukku) pertence à raça humanóide Al-Bhed, odiada pelos seguidores de Yevon, porque os Al-Bhed utilizam maquinaria proibida pelas doutrinas de Yevon.
Ela é a ladra do jogo, com movimentos rápidos e força razoável. Gênio das máquinas, consegue destruir qualquer uma em segundos utilizando sua técnica de roubo para desmontá-las. Também tem em seu overdrive um interessante sistema de mistura de itens do inventório, que podem resultar numa falha frustrante ou num ataque devastador, conforme as combinações apropriadas.

### Paine
Paine (パイン, Pain) aparece em Final Fantasy X-2, criada por Tetsuya Nomura. Ela tem 18 anos de idade, e utiliza uma espada em combate. O seu vestuário tem semelhanças com o estilo punk e gótico, o que confere-lhe um visual semelhante a Lulu. E no que toca à sua personalidade, apresenta um leve cinismo, sarcasmo e apenas revela informações quando necessário. Ela tem um carácter duro e gosta de uma boa luta, mas é sensível o suficiente para sentir perigo com o perigo vem.
Quando os seus parceiros Gullwings estão a ficar muito entusiasmados, ela usa o seu sarcasmo para os acalmar; e mesmo quando a Rikku tenta saber mais sobre ela, ela não cede, apenas respondendo que sempre quis voar no Celsius e caçar spheres que contenham o passado de Spira.

## Personagens importantes

### Cid
O pai de Rikku e líder dos Al-Bhed, graças às sua liderança e determinação alcançou unir a todos os de sua raça e os reuniu em uma ilha para começar a reconstrução de seu lar. Graças a ele poderemos navegar em uma nave no final do jogo.

### Brother
Irmão de Rikku e piloto da nave dos Al-Bhed.

### Jecht
Este misterioso homem, jogador de blitzball ao lado dos Zanarkand Abes, desapareceu misteriosamente deixando o seu filho Tidus ao comando da equipe. Porém, Tidus viria a descobrir que o seu pai era Sin, um monstro que só poderia ser destruido através da invocação do Final Aeon. Sabendo que para isto Yuna teria que morrer, Tidus tentou descobrir outra maneira de derrotar Sin, mesmo acabando por saber que este monstro que assombrava Spira desde a terrível guerra entre Machina e o Homem era o seu pai. Por fim, Tidus teve que enfrentar Jecht, o Final Aeon de Braska (pai de Yuna) ao lado dos seus amigos.

### Braska
Braska é um High summoner, pai de Yuna.

### Seymour Guado
Seymour Guado (シーモア＝グアド, Seymour Guado) é o líder do povo Guado, uma raça de semi-humanos residente em Spira, e também exerce a função de maester of Yevon. Herdou tais cargos através da morte do seu pai, Jyscal Guado.
Seymour é meio-Guado e meio-humano, fruto de um casamento que pretendia aproximar os Guados com a raça humana e Yevon. No entanto, muitos viam o rapaz com desdém e a decisão do líder dos Guado celebrar matrimônio com uma humana quebrou o povo Guado em facções. De modo a evitar uma propagação da discórdia entre o seu povo, e proteger a sua mulher e o filho do ódio racial de que eram alvo, Jyscal exilou-os nas ilhas Baal.
Aos seus dezoito anos de idade, o exílio de Seymour foi levantado e ao mesmo tempo, foi ordenado sacerdote do Templo de Macalania. Sete anos passados, ele regressa a Zanarkand para receber o aeon Anima.

### Sin
Sin é um personagem fictício do jogo Final Fantasy X, lançado para Playstation 2 pela Square Co. (atual Square Enix).
Ele é uma criatura monstruosa e negra que se acredita ter surgido devido aos pecados do povo de Spira, como o de que terem uma evolução tecnológica de tal ordem que se comparavam a deuses. É o principal vilão do jogo.
Sin havia sido destruído pelo famoso High Summoner Braska, cujo um de seus guardiões era Jecht, pai de Tidus, o herói do jogo, mas reapareceu misteriosamente perto de Zanarkand, a maior cidade de Spira e grande centro industrial e tecnológico (equivaleria à New York de hoje). Como Sin foi criado para não permitir que as pessoas tivessem posse de tecnologia muito avançada, ele destrói completamente Zanarkand, a deixando em ruínas (uma das cenas mais emocionantes do jogo). Nesse momento surge Auron, que ao perceber que a criatura havia retornado, vai atrás de Tidus e os dois desaparecem quando Sin se aproxima deles.
Tidus acorda 1000 anos após o incidente em Zanarkand (embora Tidus descubra mais tarde que tudo passara de um sonho criado pela Fayth), em uma ilha chamada Besaid, e começa sua grande jornada ao lado de Yuna, que conhece posteriormente, em busca do Final Aeon, que ajudaria Yuna a destruir Sin.

### Yu Yevon
Personagem principal na história de Final Fantasy X, antigamente foi um Summoner que vivia em Zanarkand que por circunstâncias especiais é o eixo da espiral de morte que envolve a Spira.

### Lenne
Cantora e summoner de Zanarkand. Assassinada por soldados de Bevelle juntamente com Shuyin.

### Shuyin
Alter ego de Tidus, encontra-se dentro de uma esfera que Kimahri mostra a Yuna.

### Jogadores de Blitzball
Blitzball é um esporte criado para o jogo Final Fantasy X da antiga Square Co., atual Square Enix.
É jogado em uma esfera de água gigantesca. Cada time tem seis jogadores, sendo um deles o goleiro. O objetivo do jogo é atravessar o campo adversário e marcar um gol utilizando qualquer meio necessário.
Não há faltas neste jogo. Sendo assim utilizar a violência é permitido a qualquer um. Por esse motivo, vários tipos de habilidades podem ser empregadas, como um passe que, se bloqueado, envenena.
O estádio mais conhecido de blitzball fica na cidade de Luca.

### Crusaders
São uma organização semi-militar cujo trabalho é proteger as cidades de Spira contra os monstros.

### Dona
Invocadora rival de Yuna. Realiza uma peregrinação paralela junto com o seu guardião, Barthello. No início, tenta usar Tidus para atrapalhar a jornada de Yuna, mas no final as suas ações acabam ajudando muito mais a aproximá-los. Decide cancelar a peregrinação ao perceber o sacrifício que o povo de Al-Bhed fazia para impedir a conclusão da Piligrimagem (Pilgrimage) dos invocadores, que teria como conclusão a invocação do Final Aeon e, posteriormente, a morte do Invocador. Considerando que, no final das contas, o próprio Sin reviveria certo tempo depois, fazendo com que o sacrifício do invocador seja em vão.

### Barthello
Guardião da invocadora Dona. Tem como grande ídolo Auron, guardião de Braska e Yuna.

### Isaaru
Invocador rival de Yuna. Realiza sua jornada junto com os seus guardiões, Pacce e Maroda, que também são seus irmãos. Sua jornada foi interrompida pelo povo Al-Bhed que queria impedir o sacrifício dos invocadores para destruir Sin. Posteriormente tentou assassinar Yuna, por considerá-la uma herege de Yevon, mas acabou sendo derrotado por ela.

### Ordem Yevon
A Yevon Order é a única organização religiosa de Spira. Yo Mika é o líder dessa ordem.

#### Yo Mika
Professor de Yevon em representação dos humanos este indivíduo se deixa levar pelas ambições de Seymour.

#### Wen Kinoc
Professor de Yevon em representação dos Monks da mesma forma que Seymour seu desejo de poder o conduz à traição das doutrinas que o representa.

#### Kelk Ronso
Líder ancião do povo Ronso e também um Maester de Yevon. Comandava a suprema corte da justiça em Bevelle. Após comandar os Ronso para deter Yuna, decide deixá-la continuar sua jornada por perceber o seu grande autruísmo em, mesmo sendo considerada como traidora de Yevon, se sacrificar para destruir Sin e salvar o povo de Spira. Foi assassinado por Seymour Guado, junto com grande parte dos Ronso no Mt. Gagazet.Também foi responsavel pelo chifre quebrado de Kimahri.

#### Shelinda
Uma aspirante a monja, Shelinda é uma fiel crente das doutrinas de Yevon e tenta entrar em razão a mais de um a seu passo que não cria em Yevon, se transformará em uma pessoa bastante importante no final do jogo.

### Zanarkand
As ruínas de Zanarkand é um local sagrado para a organização religiosa Yevon. É o ponto final da jornada dos invocadores para efetuar o ritual de invocação do Final Aeon e derrotar Sin. Foi destruída há 1.000 anos durante a guerra contra Bevelle. Antes da guerra, era uma grande cidade onde predominava o ápice da tecnologia Machina. Os antigos invocadores da cidade que morreram na guerra se tornaram Faiths e materializaram, a partir de seus sonhos em seu estado eterno de torpor, a cidade que já existiu e seus respectivos cidadãos, como Tidus e Jecth.

#### Yunalesca
Considerada a primeira invocadora a realizar o Final Aeon e derrotar Sin. Sua alma permanece em Zanarkand, recebendo os invocadores que chegam para se sacrificarem e realizar o mesmo feito. Yuna e seus guardiões descobrem a verdade por trás do ritual, em que a entidade Yu Yevon se apodera do Final Aeon que havia destruído Sin para que o mesmo possa se tornar um novo Sin. E então decidem enfrentar Yunalesca, para que ela não possa mais conduzir invocadores para o sacrifício em vão e a derrotam, convictos de que existe uma outra maneira de destruir Sin, em definitivo.

#### Zaon
Marido e grande amor de Yunalesca. Foi escolhido pela invocadora para se tornar o Final Aeon para derrotar o primeiro Sin existente. Este fato deu início ao ciclo chamado de Espiral da Morte. Onde um invocador utiliza um ente querido para efetuar o ritual de invocação do Final Aeon, provocando a morte do invocador e depois Yu Yevon se apossa do Final Aeon para que o transforme em um novo Sin.

#### Maechen
Velho que conta histórias sobre os lugares de Spira, parando a equipe para contar fatos interessantes.

## Personagens introduzidos emFinal Fantasy X-2

### Gullwings
Os Gullwings são os grupo dos caçadores de spheres ao qual Yuna, Rikku e Paine pertencem. Brother o fundador do grupo e o piloto do dirigível deles, o Celsius.

### Sindicato Leblanc
O Leblanc Syndicate é um grupo de caçadores de sphere situados em Guadosalam e rivais dos Gullwings. É liderado pela arrogante Leblanc.

#### Leblanc
A líder de seu sindicato, se tornou caçadora de spheres por sua paixão por Mevyn Nooj.

### Facção Machine
A Machine Faction é um grupo de Al Bhed que fazem que pesquisam máquinas. Mesmo com grande poder militar, eles preferem evitar intervenções políticas. Foi fundado por Gippal.

### New Yevon Party
O New Yevon Party é uma organização conservadora inspirada na religião Yevon. Seu líder e fundador, o misterioso Trema, liderava um grupo de caçadores de sphere chamado Seekers.

### Liga Youth
A Youth League é uma organização que quer fazer reformas radicais na sociedade de Spira.

## Outros personagens
```
BayUM DOS MWLHORES SUMMONERS NO JOGO, E LOCALIZADO NO SEGUUNDO TEMPLO
```

### Belgemine
Uma summoner que ajuda a Yuna a melhorar suas habilidades e seus aeons.Apos Yuna derrottar todos os seus 10 aeons ela lhe presenteara co a MOON SIGIL.